# 佐藤滋
佐藤 滋（さとう しげる、1949年 - ）は、日本の都市計画家・地域プランナー。工学博士。早稲田大学名誉教授。千葉県出身。
専門分野は都市設計・計画で、居住環境整備やまちづくりゲーム、また参加によるまちづくりシミュレーション手法などといった住民参加型まちづくりの方法の技術開発を研究し各地でのプロジェクトでの実践を通し在野の専門家として、市民と民間事業舎そして自治体とが連携する新たなまちづくりの仕組みのまちづくり、都市設計・計画に取り組んでいる。妻は、元船橋市議会のさとうももよ。

## 略歴
都立日比谷高校を経て、1973年、早稲田大学理工学部建築学科卒業。1978年、早稲田大学大学院博士課程修了後、早稲田大学助手、専任講師、助教授を経て、1990年教授に就任。理工学術院教授、都市・地域研究所所長を兼務。
その間日本建築学会副会長、同都市計画委員会委員長、まちづくり支援建築会議運営委員長、日本都市計画学会理事、国士審議会専門委員、日本学術会議・計画工学専門委員会主査などを歴任。東京都震災復興検討委員会副座長、川口市都市計画審議会会長などをつとめる。
2000年、日本建築学会賞論文賞、同年都市住宅学会賞（論説）を受賞。

## 実績等
- 鶴岡城下町のまちづくり：マスタープラン、歩いて暮らせるまちづくり関連、山王商店街地区、とぼり広場関連、中心市街地の元気居住ほか
- 最上エコポリス：水利用システムほか
- 二本松市竹田根崎地区住民参加型まちづくり
- 市川南再開発
- 野田北部地区復興まちづくり
- 向島防災まちづくり

## 著書
- 「住み続けるための新まちづくり手法」新まちづくり研究会 鹿島出版会、1995
- 「図鋭、城下町都市」鹿島出版会、2002
- 「まちづくりの方法」ほちづくり教科書第1巻、丸善、2003
- 「まちづくりデザインゲーム」学芸出版社、2005
- 「地域協働の科学」成文堂、2005